# Distrito de Black River
Black River (en francés: Rivière Noire; en español: Río Negro) es uno de los distritos de Mauricio en el lado oeste de la isla. Sus lugares más famosos incluyen las cascadas de Tamarin. La capital del distrito es la ciudad de Tamarin. En superficie, es el distrito más grande de Mauricio, pero el más pequeño en población. En él se encuentra gran parte de los bosques tropicales del país.
- Datos: Q873740
- Multimedia: Rivière Noire District / Q873740